# (37651) 1994 GX
(37651) 1994 GX est un objet de la ceinture principale d'astéroïdes intérieure découvert en 1994.

## Description
(37651) 1994 GX a été découvert le 3 avril 1994 à l'observatoire de Siding Spring, situé près de Coonabarabran, en Nouvelle-Galles du Sud, en Australie, par Gordon J. Garradd.

### Caractéristiques orbitales
L'orbite de cet astéroïde est caractérisée par un demi-grand axe de 1,94 ua, un périhélie de 1,80 ua, une excentricité de 0,07 et une inclinaison de 22,12° par rapport à l'écliptique. Du fait de ces caractéristiques, à savoir un demi-grand axe inférieur à 2 ua et un périhélie supérieur à 1,666 ua, il est classé, selon la JPL Small-Body Database, objet de la ceinture principale d'astéroïdes intérieure.

### Caractéristiques physiques
(37651) 1994 GX a une magnitude absolue (H) de 16,1 et un albédo estimé à 0,210.